# Notre Dame SC
Notre Dame SC ist ein Fußballverein auf Barbados. Der Verein spielt in der Saison 2015 in der Premier League, der höchsten Spielklasse des Fußballverbands von Barbados.
Sein Heimstadion ist das 15.000 Zuschauer fassende Barbados National Stadium.